# Гластонбери
Гластонбери је трговачки градић у југозападној Енглеској. У месту живи 8.784 становника. Гластонбери се сматра духовним центром већ хиљадама година.
Код малог села Пилтона, удаљеног неколико миља, одржава се велики музички фестивал.